# Білінський Антон Іокінфович
Білінський Антон Іокінфович (17.01.1897, м. Мозир Мінська губернія, після
21.05.1927 Гомельська область, Білорусь) український військовик, інженер-технолог. Військове звання - підпоручник російської армії, хорунжий 2-ї Кулеметної бригади Кулеметної дивізії Армії УНР (1920).
Відповідно до українського законодавства є борцем за незалежність України у ХХ столітті.

## Біографія
Білінський Антон закінчив Мозирську гімназію (1916). Навчався на механічному відділі Петербурзького технологічного інституту (1916). Закінчив 2-гу Петербурзьку школу прапорщиків. В українській армії з 1918 року. Після закінчення війни був інтернований у Румунії в таборі м. Орадеа-Маре. Знав німецьку та французьку мови “в розмірі гімназіального курсу”. Закінчив хіміко-технологічний відділ інженерного факультет УГА в Подєбрадах (21.05.1926).
Автор спогаду “На прикордонні”. Подальша доля невідома.